# Sciurus alleni
La ardilla de Allen (Sciurus alleni) es una especie de roedor de la familia Sciuridae.

## Distribución geográfica
Es endémica del norte de México. No tiene subespecies.